# هنريك بول
هنريك بول (بالنرويجية البوكمول: Henrik Bull)‏ هو قاضي نرويجي، ولد في 1957 في أوسلو في النرويج.